# Matt Stutzman
Matt Stutzman (Kansas City, 10 de diciembre de 1982) es un arquero estadounidense.
Nació sin brazos debido a una malformación y sus padres le dieron en adopción cuando tenía cuatro meses de edad. Poco después fue adoptado por una pareja de Kalona (Iowa) y, desde pequeño y a pesar de tener unas prótesis en sus brazos, comenzó a utilizar los pies para desenvolverse y para ayudar a su padre y a sus hermanos en las tareas de la granja donde vivían. Se interesó por la caza y a los dieciséis años compró su primer arco.
En 2011 se incorporó al equipo paralímpico de tiro con arco de Estados Unidos y un año después participó en los Juegos Paralímpicos de Londres 2012, donde ganó una medalla de plata en la categoría individual de arco compuesto (clase open).